# 皮特尔
皮特尔（法語：Pîtres，法語發音：[pitʁ] ⓘ）是法国厄尔省的一个市镇，位于该省北部，塞纳河右岸，属于莱桑德利区。

## 地理
皮特尔（49°19'10"N, 1°13'33"E）面积10.97 平方千米，位于法国诺曼底大区厄尔省，该省份为法国北部内陆省份，北起滨海塞纳省，西接奧恩省和卡爾瓦多斯省，南至厄尔-卢瓦省，东临瓦兹省、瓦兹河谷省和伊夫林省。
与皮特尔接壤的市镇（或旧市镇、城区）包括：昂夫勒维尔苏莱蒙、勒马努瓦尔、波斯、昂代勒河畔罗米伊、博斯、凯夫勒维尔-拉波特里。
皮特尔的时区为UTC+01:00、UTC+02:00（夏令时）。

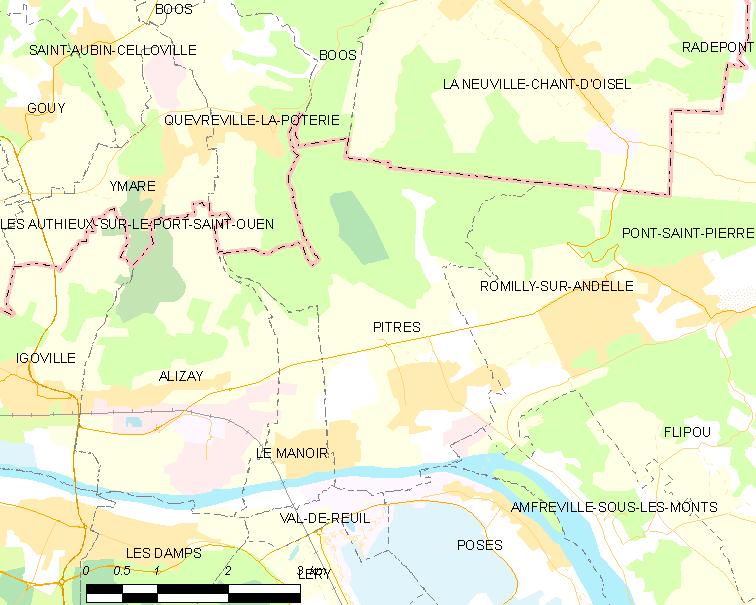
皮特尔的OSM定位图

## 行政
皮特尔的邮政编码为27590，INSEE市镇编码为27458。

## 政治
皮特尔所属的省级选区为蓬德拉尔什县。

## 交通
厄尔省省道D20线、D321线和D508线在境内交汇。

## 人口

1962-2008年间皮特尔人口变化图示

皮特尔于2022年1月1日时的人口数量为2572人。